# Hermann Struckmeier
Hermann Struckmeier (* 9. Mai 1920 in Schnathorst; † 5. Februar 2009) war ein deutscher Kommunalpolitiker der CDU.
Von 1969 bis 1973 war Hermann Struckmeier Landrat des Kreises Lübbecke und von 1973 bis 1984 Landrat des Kreises Minden-Lübbecke in Nordrhein-Westfalen. Struckmeier lebte in der Gemeinde Hüllhorst im Ortsteil Schnathorst. Er war Ehrenmitglied des SV Schnathorst und war zeitweise dessen 2. Vorsitzender.
Struckmeier war von 1952 Mitglied im Gemeinderat der Gemeinde Schnathorst, bis diese im Zuge der nordrhein-westfälischen Gebietsreform 1973 in der Gemeinde Hüllhorst aufging. Im Jahre 1969 wurde er zum Nachfolger von Heinrich Schumacher und damit zum letzten Landrat des Kreises Lübbecke gewählt, mit der Gebietsreform im Jahre 1973 wurde er zum ersten Landrat des Kreises Minden-Lübbecke. Zu seinem Nachfolger wurde 1984 Heinrich Dietmar Borcherding (SPD) gewählt.
1972 wurde Struckmeier das Bundesverdienstkreuz am Bande und 1980 das Bundesverdienstkreuz 1. Klasse verliehen. Weiterhin erhielt er das Ehrenkreuz der Bundeswehr in Gold und im Jahr 1986 den Ehrenring des Kreises Minden-Lübbecke.